# ウィリス・キャリア
ウィリス・キャリア（英語: Willis Carrier, 1876年11月26日 - 1950年10月7日）は、アメリカの技術者・発明家。近代的空気調和設備（エア・コンディショナー）を発明したことで知られている。

## 独立まで
ニューヨーク州アンゴラで生まれる。時計やミシンなどの修理を趣味としていた。数学が得意で、1895年にコーネル大学に進み、1901年に機械工学の学士号を得て卒業。その後、ヒーター、ブロワー、換気システムなどを作る企業 Buffalo Forge Company に入社し、ヒーター部門で材木やコーヒー豆を乾燥させるヒーターシステムの設計に従事した。
1902年7月17日、ニューヨーク州バッファローで働いていたころ、ブルックリン区の Sackett-Wilhelms Lithographing & Publishing Company に納入した装置に品質問題が発生し、その対策としてキャリアが書いて送った設計図が後に世界初のエア・コンディショナーと呼ばれることになった。この1902年に設置された装置は湿度制御を追加したものだったことから、これをエア・コンディショナーの誕生とする。一般に空気調和には次の4つの機能が必要である。
1. 温度制御
2. 湿度制御
3. 空気循環と換気の制御
4. 空気清浄化

さらに数年間改良と実地試験を重ね、1906年1月2日、キャリアは自身の発明の特許（米国特許番号 808897）を取得し、この世界初の噴霧式空調装置を "Apparatus for Treating Air"（空気を取り扱う装置）と呼んだ。水を加熱したり冷却したりすることで加湿と除湿ができるよう設計されている。この装置の1号機は1906年末に LaCrosse National Bank に納入された。
1906年、キャリアは結露し始める温度（露点温度）と湿度には比例関係があることを発見した。この発見に基づき新たに自動制御システムを設計し、1907年5月17日にその特許を出願。1914年2月3日にその特許を取得した（米国特許番号 1,085,971）。このためキャリアは「露点制御」の発明者でもある。
1911年12月3日、アメリカ機械工学会の年次会合で、キャリアは空気調和における最も重要かつ画期的な論文 "Rational Psychrometric Formulae" を発表した。この論文は、相対湿度、絶対湿度、露点温度の3者の概念を互いに結びつけたもので、与えられた条件に合うように空調装置を設計することを可能にするものだった。

## 会社設立
1914年に第一次世界大戦が始まると、キャリアが12年間勤めていた Buffalo Forge Company は新規開発をやめ、製造のみに特化することを決めた。このため、キャリアを含む7人の若い技術者が貯金を集め、32,600ドルで会社を設立した。これが Carrier Engineering Corporation で、1915年6月26日にニューヨーク州で設立したが、間もなくニュージャージー州ニューアークに移転した。
遠心形冷蔵機を開発し、1920年代には建物の冷房のための空気調和設備の市場が急激に成長したが、1929年10月のウォール街大暴落の影響で会社は財政的に行き詰まった。翌1930年、同社は Brunswick-Kroeschell Company と York Heating & Ventilating Corporation と合併してキヤリア社 (Carrier Corporation) となり、ウィリス・キャリアは会長に就任した。
ニュージャージー州やペンシルベニア州の4つの都市に拠点を持つようになり、1937年にはニューヨーク州シラキュースに本社を移転した。ニューヨーク州では最大の雇用を生み出した企業の1つとなった。1930年には日本に東洋キヤリア工業株式会社を設立している。朝鮮半島にも工場を設立した。
世界恐慌によって空調設備の導入は遅れることになった。ウィリス・キャリアは1939年のニューヨーク万国博覧会で未来の空調を展示したが、それによって空調設備の人気が回復する以前に第二次世界大戦が始まった。戦後になり、やっと空調設備市場が急速に発展することになった。
キヤリア社は大型の冷蔵庫の設計製造を最初に始めた会社である。また、空調の進歩により産業全体の夏季の工業生産能力が大幅に改善された。また、1920年代から住宅用空調設備が導入されたことで、サンベルトへの移住が促進された。同社は1980年にユナイテッド・テクノロジーズの傘下となった。キヤリア社は今も空調や冷蔵の分野で世界をリードしている。2007年の売り上げは150億ドル以上で、従業員数は約45,000名である。

## 家系
ウィリス・ハヴィランド・キャリア (Willis Haviland Carrier) は、デュエイン・ウィリアムス・キャリア（1836年-1908年）とエリザベス・R・ハヴィランド（1845年-1888年）の息子としてニューヨーク州アンゴラで1876年11月26日に生まれた。母エリザベスは父を1868年に亡くし、結婚するまで叔父の家で暮らしていた。ウィリスという名はその叔父の名である。
キャリア家で最初にアメリカ大陸に移住したのはトーマスで、1663年のことである。このトーマスはウェールズで1622年に生まれたという証拠があり、一種の政治亡命でアメリカに移り住み、そのときにキャリアと名乗るようになった。トーマスはマサチューセッツ州アンドーヴァーの最初の移民者の娘マーサと結婚した。土地の境界線争いでアンドーヴァー町役場に抗議したことが元で、マーサは魔女として告発された。2人の息子（10歳と13歳）も母親が魔女であることを認めるまで吊るされた。マーサは最終的に逮捕され、有罪宣告され、1692年8月19日に絞首刑に処された。
キャリア家は1799年までニューイングランドに住んでいたが、ウィリスの曽祖父母の時代にニューヨーク州マディソン郡に移住し、1836年にはさらに西のエリー郡に移住した。そこで農場を購入し、その農場でウィリスが生まれた。父デュエインは原住民に音楽を教え、雑貨店を経営し、一時は郵便局長も務めた。母エリザベスの先祖は17世紀にニューイングランドに移住したクエーカーだが、エリザベスはクエーカーではないデュエインと結婚した。エリザベスはウィリスが11歳のときに亡くなっている。

## 私生活
キャリアは3度結婚しているが（いずれも死別）、子供ができず、2度目の妻の連れ子2人を養子にした。3人の妻ともどもバッファローの Forest Lawn Cemetery に埋葬されている。

## 受賞歴
- ニューヨーク州アルフレッド大学より名誉博士号（1942年）
- Frank P. Brown Medal（1942年）
- アメリカ発明者栄誉殿堂入り（1985年）
- バッファロー科学博物館の殿堂入り（2008年）